# Lasioglossum manitouellum
Lasioglossum manitouellum là một loài Hymenoptera trong họ Halictidae. Loài này được Cockerell mô tả khoa học năm 1908.